# Discipline (album King Crimson)
Discipline – ósmy album studyjny  grupy King Crimson wydany w 1981 roku.
Tytuł utworu „Matte Kudasai”, w języku japońskim  znaczy „proszę, zaczekaj na mnie”. Pierwsze wydanie płyty zawierało tylko jedną wersję utworu „Matte Kudasai”. W późniejszych wydaniach usunięto z niego partie gitary Roberta Frippa. Ostatnie wydania posiadają obie wersje, 8. „Matte Kudasai” z gitarą Roberta Frippa i 3. „Matte Kudasai” bez niej.
Tekst „Indiscipline” powstał na podstawie listu jaki dostał Adrian Belew od swojej żony, w którym opisywała stworzoną przez siebie rzeźbę.
Tytuł utworu „Thela Hun Ginjeet”, to anagram od „heat in the jungle”. Kiedy utwór „Thela Hun Ginjeet” był wykonywany po raz pierwszy przed publicznością, jego tekst był po części oparty na nagraniu jakiego dokonał Robert Fripp rejestrując kłótnię swoich sąsiadów, gdy mieszkał w Nowym Jorku. Gdy zespół nagrywał płytę, Adrian Belew chodził z dyktafonem po Londynie szukając inspiracji. Został wówczas napadnięty przez bandytów. Gdy wrócił do studia, zdał kolegom z zespołu emocjonującą relację z tego, co mu się właśnie przydarzyło. Relacja ta została nagrana i umieszczona w studyjnej wersji utworu, zastępując poprzednie nagranie Roberta Frippa (znalazło się w utworze „NY3” na jego solowej płycie Exposure).
Tytuł utworu „The Sheltering Sky” nawiązuje do powieści pisarza Paula Bowlesa o tej samej nazwie. Autor ten jest często kojarzony z Beat Generation, które było inspiracją dla następnego albumu King Crimson, Beat. Znajdujący się na tamtej płycie utwór „Sartori in Tangier” również jest przynajmniej w części inspirowany przez tego pisarza.

## Lista utworów
Na albumie znajdują się następujące utwory:
| 1. | „Elephant Talk” (Adrian Belew, Bill Bruford, Robert Fripp, Tony Levin) | 4:43  |
|    |                                                                        |       |
| 2. | „Frame by Frame” (Belew, Bruford, Fripp, Levin)                        | 5:09  |
|    |                                                                        |       |
| 3. | „Matte Kudasai” (Belew, Bruford, Fripp, Levin)                         | 3:47  |
|    |                                                                        |       |
| 4. | „Indiscipline” (Belew, Bruford, Fripp, Levin)                          | 4:33  |
|    |                                                                        |       |
| 5. | „Thela Hun Ginjeet” (Belew, Bruford, Fripp, Levin)                     | 6:26  |
|    |                                                                        |       |
| 6. | „The Sheltering Sky” (Belew, Bruford, Fripp, Levin)                    | 8:22  |
|    |                                                                        |       |
| 7. | „Discipline” (Belew, Bruford, Fripp, Levin)                            | 5:13  |
|    |                                                                        |       |
| 8. | „Matte Kudasai” (wersja alternatywna) (Belew, Bruford, Fripp, Levin)   | 3:50  |
|    |                                                                        |       |
|    |                                                                        | 42:03 |
|    |                                                                        |       |

## Skład zespołu
Twórcami albumu są:
- Robert Fripp – gitara
- Adrian Belew – gitara, wokal
- Tony Levin – gitara basowa, Chapman stick, wokal
- Bill Bruford – perkusja